# Гаунов, Анзор Борисович
Анзор Борисович Гаунов (род. 7 января 1972, Нальчик) — российский дзюдоист, чемпион и призёр чемпионатов России, призёр чемпионата командного Европы, мастер спорта России международного класса. Выпускник Кабардино-Балкарского государственного университета. Первым тренером Гаунова был С. Х. Ниров. Гаунов был членом сборной команды страны в 1999—2006 годах. Оставил большой спорт в 2006 году. Работает тренером отдела организации и подготовки сборных команд спортивного департамента Федерации дзюдо России.
Старший тренер женской сборной России (весовые категории до 53, 57 и 70 кг).

## Спортивные результаты
- Московский международный турнир 1998 года — ;
- Открытый Кубок Варшавы 1999 года — ;
- Чемпионат России по дзюдо 1999 года — ;
- Командный Кубок президента России 2002 года — ;
- Командный Кубок президента России 2003 года — ;
- Чемпионат России по дзюдо 2003 года — ;
- Чемпионат России по дзюдо 2004 года — ;
- Чемпионат России по дзюдо 2005 года — ;